# Jean Montañez
Jean Montañez (nacido el 4 de noviembre de 1969) es un luchador profesional y artista marcial mixto mexicano, actualmente firmado con Pro-Wrestling Resurrection (WR). 
Es conocido por ser un competidor de MMA que ingresó a la lucha libre profesional, aunque también ha entrenado esta disciplina bajo la visoría del veterano Black Terry. Ha trabajado en varias de las principales promociones y arenas en el centro de México y lidera el establo conocido como Montañez MMA, integrado por Athos Montañez, Francois Montañez y Nicole Montañez.

## Carrera como luchador profesional y artista marcial mixto
Jean Montañez hizo su debut el 28 de julio de 2017 en el Centro de Convenciones Gran Recinto en Tlalnepantla, Estado de México, enfrentando a la leyenda mexicana de la lucha libre Negro Navarro en una pelea de MMA. Los siguientes meses Montañez participó en algunos eventos independientes con sus compañeros, frente a diferentes rivales. El 4 de marzo de 2018 comenzó a atraer la atención cuando, junto a Pierre Montañez, derrotó a Trauma I y Solar Jr., usando su conocimiento de Jiu jitsu.

### International Wrestling Revolution Group (2018-2019)
El 15 de noviembre de 2018, Jean apareció en el evento Triangular en Jaula patrocinado por Flufenax en Arena Naucalpan , formando equipo con Pierre Montañez. Allí se enfrentaron al brasileño Zumbi y al francés Heddi Karaoui. Después de la lucha, lanzó un desafío por el Campeonato de Parejas TWS del Caribe, en poder del dúo internacional.
El 31 de enero de 2019, después de una larga espera, el encuentro por el TWS Caribbean Championship se celebró en el evento Guerra de Dinastías en Arena Naucalpan, donde Jean y Pierre se convirtieron en campeones.

### Pro-Wrestling Resurrection (2019-presente)
En febrero de 2019, en conferencia de prensa se anunció la creación de una nueva promoción de lucha libre, Pro-Wrestling Resurrection (WR), con Jean Montañez como parte de su elenco. Montañez estuvo programado para el show debut de la compañía el 30 de marzo, defendiendo su Campeonato en Parejas TWS del Caribe contra los excampeones, el equipo de Zumbi y Karaoui. Como resultado del encuentro, los cinturones fueron recuperados por sus antiguos poseedores. En este combate también participaron Mr. Electro y Sharly Rockstar, dando inicio una rivalidad entre Jean y Electro.
A principios de junio de 2019, WR anunció que en el evento Lucha & Combat Fest, Jean Montañez se enfrentaría a Erick "Batman" Delgadillo en una pelea de MMA. La pelea se llevó a cabo el 15 de junio en el centro de convenciones Gran Recinto de Tlalnepantla, y Montañez fue el ganador.
Montañez participó en diversos encuentros durante todo 2019 y principios de 2020, incluyendo el evento inaugural del nuevo local de WR, WR Arena, en el que formó pareja con el legendario Negro Casas.

### Cabellera del Hijo del Pirata Morgan
En 2020 Montañez comenzó una fuerte rivalidad con el rudo Hijo del Pirata Morgan dentro de los eventos de WR. Por ello, surgió el reto para una lucha máscara contra cabellera, misma que la empresa oficializó para el día 26 de septiembre en WR Arena Atizapán, sede oficial de la misma. La lucha se realizó en la mencionada fecha, ganando atención por tratarse del primer encuentro de apuestas en la lucha libre mexicana llevado a cabo durante la pandemia, y fue ganada por Montañez. El derrotado, Hijo del Pirata Morgan, consideró como algo «diferente» este encuentro, por tratarse de un choque entre un luchador y un peleador de artes marciales. Tras el combate el rudo juró venganza.